# 苗瓦迪縣
苗瓦迪縣為緬甸克倫邦下轄的一個縣，其區域面積為3,140.5平方公里，2014年人口210,540人。該縣下分1個鎮區及50個村莊。苗瓦迪為該縣之首府。

## 行政区划
苗瓦迪縣下辖1个镇区：
- 苗瓦迪鎮區（Myawaddy Township）